# Embarcadero Delphi
Embarcadero Delphi – środowisko programistyczne rozwijane przez firmę Embarcadero (stworzone w 1995 roku przez firmę Borland jako Borland Delphi).

## Środowisko programistyczne Delphi

### Cechy i funkcjonalność
- środowisko programistyczne typu RAD (szybkie tworzenie aplikacji)
- można tworzyć aplikacje dla Windows, Mac OS X, iOS, Android i Linux
- szybki, efektywny kompilator (32/64 bitowy)
- budowa wizualnej części aplikacji za pomocą techniki drag and drop
- szeroki zestaw gotowych do użycia komponentów
- dwustronna edycja
- rozszerzalność środowiska (zarówno palety komponentów jak i samego IDE)
- wspomaganie dla obsługi relacyjnych systemów bazodanowych
- obsługa standardowych mechanizmów windowsowych, np. COM/ActiveX
- zawiera wiele elementów mających na celu uproszczenie tworzenia aplikacji związanych z Internetem
- zawiera wiele dodatkowych narzędzi wspomagających programistów
- wsteczna kompatybilność kodu
- wieloplatformowy natywny kod
- silna społeczność użytkowników

Środowisko Delphi wraz z dołączonymi narzędziami może być uznane za język czwartej generacji.

### Wersje programu
Środowisko programistyczne jest aktualnie wydawane w pięciu wersjach: Starter, Professional, Enterprise, Ultimate i Architect.

### Pochodzenie nazwy
Nazwa Delphi pojawiła się po raz pierwszy jako nazwa kodowa beta projektu (nowego wizualnego środowiska programistycznego następnej generacji opartego na Object Pascalu) w firmie Borland w połowie 1993 roku. Nowe środowisko miało być zorientowane głównie na obsługę baz danych i narzędzia bazodanowe. Podczas jednego ze spotkań grupy zajmującej się tym projektem programista Danny Thorpe zaproponował dla niego nazwę Delphi – na podstawie skojarzenia: „If you want to talk to [the] Oracle, go to Delphi” (w tłumaczeniu na język polski: „Jeśli chcesz rozmawiać z wyrocznią udaj się do Delf” ale w żargonie informatycznym można też to przetłumaczyć: „Jeśli chcesz rozmawiać z bazą danych (Oracle) skorzystaj z Delphi”). Nazwa spodobała się programistom ale już mniej marketingowcom. Gdy przyszedł czas na wybranie nazwy dla finalnego produktu (po artykule w Windows Tech Journal o nowym produkcie który zmieni życie programistów) zaproponowano dla niego nazwę AppBuilder. Ponieważ jednak firma Novell wypuściła wcześniej swój Visual AppBuilder, Borland stanął jednak przed koniecznością wybrania innej nazwy. W końcu zdecydowano o wyborze nazwy Delphi (która to nazwa zyskała już znaczne wsparcie wśród społeczności).

### Kluczowe daty w rozwoju środowiska
- 14 lutego 1995 roku zostaje udostępniona pierwsza wersja Delphi (Delphi 1) opracowana przez firmę Borland (jest następcą środowiska Turbo Pascal, będącego połączeniem kompilatora języka Pascal ze środowiskiem edycyjnym).

- w roku 2001 powstaje edycja przeznaczona dla Linuksa (nazwana Kylix).

- na początku 2006 roku firma Borland wystawiła wszystkie przygotowane przez nią środowiska programistyczne – w tym również Delphi – na sprzedaż.

- 14 listopada 2006 – powstała firma-córka CodeGear wyodrębniona ze struktur Borlanda (która przejęła dawny dział kompilatorów, w tym Delphi).

- 7 maja 2008 roku firma CodeGear została sprzedana za kwotę 23 milionów dolarów firmie Embarcadero.

- 27 stycznia 2011 roku pojawia się w ofercie Delphi XE Starter – edycja Delphi o ograniczonej funkcjonalności skierowana dla hobbystów, studentów i małych firm (sprzedawana za dużo niższą cenę).

- wraz z udostępnieniem Delphi XE2 1 września 2011 roku pojawił się 64-bitowy kompilator, wprowadzono nową (obok VCL) bibliotekę do wizualnego budowania interfejsu aplikacji FireMonkey.

- wraz z wersją XE4 swoich produktów (udostępnioną 22 kwietnia 2013 roku) firma Embarcadero zrezygnowała z Delphi Prism

- od września 2016 wersja Starter jest udostępniana za darmo (z pewnymi ograniczeniami można ją użytkować także komercyjnie).

- wersja Delphi 10.2 Tokyo (udostępniona 22 marca 2017 r.) wprowadza możliwość tworzenia aplikacji pod 64-bitowego Linuxa (ograniczoną do aplikacji konsolowych)

### Historia wydań

#### Delphi 1 (nazwa kodowa: Delphi)
Pierwsza wersja Delphi została udostępniona 14 lutego 1995 roku i przeznaczona była do pracy w 16-bitowym Microsoft Windows 3.1. Zasób dostarczonych z programem komponentów był stosunkowo niewielki. Delphi 1 rozszerzało język programowania Borland Pascal o programowanie zorientowane obiektowo i oparte na formularzu, posiadało bardzo szybki natywny kompilator, wsparcie do obsługi baz danych, zapewniało ścisłą współpracę z systemem Windows i wprowadzało technologię komponentów.

#### Delphi 2 (nazwa kodowa: Polaris)
Delphi 2 zostało udostępnione w marcu 1996 roku i było środowiskiem 32-bitowym, generującym kod dla Microsoft Windows 95. Wśród najważniejszych nowości były: obiekty wielorekordowe, ulepszona siatka dla baz, automatyzacja OLE i wariantowe typy danych, pełna integracja z Windows 95, długie łańcuchy tekstowe i wizualne dziedziczenie formularzy, dodano także nowe komponenty.

#### Delphi 3 (nazwa kodowa: Ivory)
Delphi 3 zostało udostępnione w maju 1997 roku. Istotne zmiany w stosunku do poprzedniej wersji to poprawienie licznych błędów, ulepszenie IDE poprzez wprowadzenie technologii Code Insight, szablony i pakiety komponentów, Tee Chart, Decision Cube, technologia WebBroker, Active Forms i integracja zewnętrzna z COM przez interfejsy. Najważniejsza zmiana dotyczyła wprowadzenia pakietów komponentów, w Delphi 2 dodatkowe komponenty musiały być zintegrowane z biblioteką komponentów, w Delphi 3 można było już dodawać i usuwać zewnętrzne komponenty w sposób dynamiczny.

#### Delphi 4 (nazwa kodowa: Allegro)
Delphi 4 zostało udostępnione w lipcu 1998 roku i wprowadzało tablice dynamiczne, obsługę systemu Windows 98, poprawione wsparcie dla OLE i COM, rozszerzone komponenty bazodanowe, kontrolki dokowania, warunkowania i kotwiczenia, przeciążanie funkcji oraz metod, wprowadzono kilka ulepszeń w IDE (zwłaszcza w zakresie przejrzystości i zarządzania dużymi projektami).

#### Delphi 5 (nazwa kodowa: Argus)
Delphi 5 zostało udostępnione w sierpniu 1999 roku. Wprowadzono wiele nowych funkcji i ulepszeń, m.in.: liczne usprawnienia środowiska programistycznego IDE, rozszerzoną obsługę baz danych (o zbiory danych ADO i Interbase), ulepszoną wersję MIDAS z obsługa Internetu, narzędzie TeamSource ułatwiające programowanie zespołowe, narzędzie do tworzenia różnych wersji językowych programu, ramki, wzmocniony zintegrowany debugger i nowe komponenty.

#### Delphi 6 (nazwa kodowa: Iliad)
Delphi 6 zostało udostępnione w maju 2001 roku. Dodano bibliotekę CLX, dbExpress, usługi internetowe i obsługę XML, wprowadzono wiele nowych komponentów i kolejne rozszerzenia IDE, pojawiła się możliwość tworzenia przeźroczystych okien (tylko Windows 2k/XP).

#### Delphi 7 (nazwa kodowa: Aurora)
Delphi 7 zostało udostępnione w sierpniu 2002 roku. Poprawiono i ulepszono technologię SOAP, DataSnap, wprowadzono nowy komponent pozwalający na używanie stylów wizualnych z Windows XP, udostępniony został zestaw narzędzi drugorzędnych: raporty RAVE, technologia IntraWeb do rozwijania aplikacji internetowych oraz środowisko projektowe Model Maker.

#### Delphi 8 (nazwa kodowa: Octane)
Delphi 8 zostało udostępnione w grudniu 2003 roku. Wersja 8 (rok 2003) wprowadziła Delphi w środowisko .NET, po raz pierwszy od powstania uległo też zmianie IDE, upodobniając się do Microsoft Visual Studio .NET.

#### Delphi 2005 (nazwa kodowa: DiamondBack)
Delphi 2005 zostało udostępnione w listopadzie 2004 roku. W edycji 2005, oprócz zintegrowania w jednym środowisku kompilatorów dla języków Delphi, Delphi.NET oraz C#, wprowadzono dalsze udoskonalenia środowiska (zwłaszcza refactoring kodu).

#### Delphi 2006/ BDS 2006 (nazwa kodowa: DeXter)
Poza Delphi wprowadzało wsparcie dla języków programowania C++ i C#; wsparcie dla .NET. Od 5 września 2006 roku dostępne były wersje Delphi Turbo (okrojone wersje Borland Developer Studio 2006 (Professional).

#### Delphi 2007 (nazwa kodowa: Spacely)
Delphi 2007 zostało udostępnione w marcu 2007 roku.

#### Delphi 2009 (nazwa kodowa: Tiburón)
Delphi 2009 zostało udostępnione 25 sierpnia 2008 roku. Delphi dla Windows obsługujące Win32. CodeGear oficjalnie zapowiedziało, że ma zamiar standaryzować i rozwijać język Delphi. Do języka wprowadzono typy generyczne, metody anonimowe i obsługę składniową dla Unicode ze strony języka.

#### Delphi Prism (Delphi .NET)
Delphi Prism zostało udostępnione pod koniec października 2008 roku. Jest to wtyczka do IDE Microsoft Visual Studio, wraz z kompilatorem – stanowiący nowe środowisko programistyczne. Delphi Prism używa udoskonalonego kompilatora Oxygene firmy RemObjects. Pozwala na pisanie aplikacji .NET dla Windows, Linux i Mac. Nowy kompilator jest oczekiwaną alternatywą dla języka C# – obsługuje .NET 1.1, 2.0, 3.0, 3.5, WinForms, WPF, Silverlight, ASP.NET i LINQ. Nie obsługuje Compact Framework. W języku Delphi Prism nie można używać już VCL.NET. Firma CodeGear oficjalnie zaleca programistom piszącym w Delphi pod .NET i używających VCL.NET przejście na Win32. Autorzy Oxygene zyskali dostęp do teamu i kodu kompilatora Delphi, i mają wpływ na jego dalszy rozwój.

#### Delphi 2010 (nazwa kodowa: Weaver)
Delphi 2010 zostało udostępnione w końcu sierpnia 2009 roku. Jest to druga wersja środowiska Delphi, która obsługuje Unicode. Nie niesie dużych zmian w stosunku do Delphi 2009. Zawiera nowy, ulepszony system RTTI. Nowy system skutkuje tworzeniem większych plików wykonywalnych niż w poprzednich wersjach Delphi. Delphi 2010 posiada wsparcie dla Windows 7, oraz dla ekranów dotykowych i gestów (nowe kontrolki VCL)

#### Delphi XE (nazwa kodowa: Fulcrum)
Delphi XE zostało udostępnione 31 sierpnia 2010 roku. Dodano kilka narzędzi do środowiska takich jak AQtime (wersja standard), CodeSite (wersja express), Beyond Compare, zapewniono integrację z Subversion w IDE, dodano kontrolki do współpracy z Windows Azure oraz do przetwarzania w chmurze obliczeniowej Amazon EC2, oraz dokonano kilku ulepszeń w języku (między innymi rozszerzono funkcjonalność TStrings i Date/Time), dodano unit RegularExpressions zawierający zbiór rekordów, które są analogiczne do klas regex w .NET Framework .

#### Delphi XE2 (nazwa kodowa: Pulsar)
Delphi XE2 zostało udostępnione 1 września 2011 roku. Najważniejsze zmiany to dodanie nowej (obok VCL) biblioteki do wizualnego budowania interfejsu aplikacji FireMonkey (32, 64-bitowy Windows), poprzednia biblioteka VCL zaczęła wspierać 64-bitowy Windows, dodano wsparcie dla tworzenia aplikacji dla Mac OS X i Data Snap Connectors dla urządzeń mobilnych.

#### Delphi XE3 (nazwa kodowa: Waterdragon)
Delphi XE3 zostało udostępnione 3 września 2012 roku. Dodano wsparcie dla stylów ala Windows Metro (Metropolis UI) w VCL i FireMonkey, a także Visual LiveBindings.

#### Delphi XE4 (nazwa kodowa: Quintessence)
Delphi XE4 zostało udostępnione 22 kwietnia 2013 roku. Główne zmiany to dodany kompilator dla iOS ARM i kompletne wsparcie dla platformy iOS (RTL, FireMonkey, Indy, obsługa baz danych, DataSnap).

#### Delphi XE5 (nazwa kodowa: Zephyr)
Delphi XE5 zostało udostępnione 11 września 2013 roku. Dodano wsparcie dla tworzenia aplikacji na platformę Android, poza tym zmiany w IDE, zaprezentowano technologię FireDAC (obsługa baz danych).

#### Delphi XE6 (nazwa kodowa: Proteus)
Delphi XE6 zostało udostępnione 15 kwietnia 2014 roku. Zmiany dotyczyły m.in. FireMonkey (np. wsparcie dla płatności internetowych w Google Play i iTunes, nowe style dla Google Glass, wsparcie dla usług reklamowych), VCL (nowe style, ulepszony przycisk Taskbar, nowe komponenty sensorowe), poza tym zmiany w RTL, bazach danych, IDE (nowe ikony, dodano Google Glass Design Device do Projektanta Formularzy), do tego poprawiono ponad 2500 błędów.

#### Delphi XE7 (nazwa kodowa: Carpathia)
Delphi XE7 zostało udostępnione 2 września 2014 roku. Główne zmiany dotyczą tworzenia aplikacji na urządzenia mobilne: FireUI Multi Device Designer, wsparcie dla Bluetooth, wbudowane wsparcie dla dodawania bibliotek JAR, dodano wsparcie dla techniki Multi-Touch do firemonkey RTL. Pozostałe zmiany: nowa biblioteka do programowania równoległego (Parallel Computing Library), technologia Enterprise Mobility Services (EMS), ulepszenia w języku Object Pascal, RTL, bazach danych i FireDAC, nowy menedżer PAServer i ulepszenia w FireMonkey.

#### Delphi XE8 (nazwa kodowa: Elbrus)
Delphi XE8 zostało udostępnione 7 kwietnia 2015 roku. Dodano m.in. wsparcie dla 64 -bitowego iOS, Apple Universal Apps (tworzenie aplikacji działających na różnych urządzeniach Apple), podgląd w czasie rzeczywistym wyglądu formatki na różnych urządzeniach, GetIt Package Manager (ściąganie i instalowanie bibliotek i komponentów z serwerów Embarcadero GetIt), AppAnalytics (narzędzie dla developerów zbierające informacje na temat interakcji użytkownika z aplikacją).

#### Delphi 10.0 Seattle (nazwa kodowa: Aitana)
Delphi 10.0 Seattle zostało udostępnione 31 sierpnia 2015 roku. Zmiany dotyczyły m.in. IDE (np. zintegrowanie możliwości dodatku Castalia), VCL (np. nowe kontrolki: TRelativePanel, TSplitView, TToggleSwitch, TActivityIndicator, TSearchBox), FireMonkey (wsparcie Windows 10), poza tym wprowadzono nowe możliwości, usprawnienia w RTL, obsłudze baz danych, tworzeniu aplikacji w chmurze.

#### Delphi 10.1 Berlin (nazwa kodowa: Big Ben)
Delphi 10.1 Berlin zostało udostępnione 20 kwietnia 2016 roku. Wprowadzono wiele ulepszeń przede wszystkim w FireMonkey, RTL, IDE i obsłudze baz danych.

#### Delphi 10.2 Tokyo (nazwa kodowa: Godzilla)
Delphi 10.2 Tokyo zostało udostępnione 22 marca 2017 roku. Wersja wprowadziła 64-bitowy kompilator Linuxa (możliwość tworzenia aplikacji pod konsolę, brak obsługi GUI), poza tym nowe możliwości w IDE, RTL, FireMonkey.

### Środowisko użytkowników
W Polsce Delphi wciąż cieszy się stosunkowo dużą popularnością - szkoły i uczelnie wyższe ciągle posiadają wiele licencji na różne wersje Delphi, poza tym aktywne pozostają fora użytkowników, a w sieci znaleźć można wiele poradników dla początkujących. W języku angielskim ukazuje się miesięcznik BLAISE PASCAL MAGAZINE (poruszający tematy programowania w środowiskach Delphi, Lazarus, Oxygene).

### Przykłady oprogramowania napisanego przy użyciu Delphi
Między innymi:
- gra Age Of Wonders II
- Ad-Aware
- AIMP
- BsPlayer
- BurnAware
- Dev-C++
- FL Studio
- Pajączek
- icoFX
- Kindle Writer
- KMPlayer
- Macromedia HomeSiteHTML editor
- programy inżynierskie firmy Cadsis (m.in. RM-WIN, PL-WIN)
- programy inżynierskie firmy ProSoft (m.in. ABC Płyta, ABC Rama 3D)
- PC Tools Spyware Doctor
- Skype
- Spybot Search & Destroy
- The Bat!
- Total Commander
- Winace
- Zoom Player
- Ewmapa

### Język programowania Object Pascal w Delphi

#### Cechy języka
Język Object Pascal stosowany w Delphi posiada wiele cech dodatkowych (przy okazji premiery Delphi 6 w roku 2002 użyto nawet w oficjalnej dokumentacji programu nazwy „Delphi language”). Standard języka stosowanego w środowisku programistycznym obejmuje wiele bogatych funkcjonalnie klas, których nie ma w oficjalnym standardzie Object Pascala, a ponadto umożliwia programowanie wizualne z wykorzystaniem predefiniowanych komponentów. Natywne programy tworzone w Delphi pod Win32 umożliwiają w prosty sposób stworzenie wydajnej aplikacji, sam język jest przyjazny użytkownikowi i podobny do języka C# dla platformy .NET (który został stworzony znacznie później przez twórcę Delphi Andersa Hejlsberga, by stanowić alternatywę dla Delphi i dla Javy). Wraz z rozwojem technologii informatycznych język Delphi ewoluował, zachowując jednak kompatybilność wstecz. Każdy projekt napisany w poprzedniej wersji języka jest kompilowalny w najnowszych kompilatorach. Delphi zawiera w standardzie języka klasy VCL (Visual Component Library)/FireMonkey (FMX). W przeciwieństwie do języka Pascal, język programowania dla Delphi nie był tworzony dla celów edukacyjnych, lecz biznesowych (jako język, który miał połączyć prostotę i przejrzystość Pascala z łatwym i wygodnym tworzeniem aplikacji). Język umożliwia również niskopoziomowe programowanie poprzez możliwość wstawiania części kodu napisanego w języku assembler. Delphi jest językiem obiektowym. Posiada dziedziczenie po jednej klasie i po wielu interfejsach, co sprawia, że programy pisane w Delphi są czytelniejsze niż programy pisane w językach pozwalających na wielodziedziczenie. Bazową klasą obiektu jest zawsze metaklasa TObject. Obiekty są przekazywane przez referencje (tak jak w Javie i C#). Konkatenacja łańcuchów (w standardzie języka Pascal istnieje już predefiniowany typ string) przebiega w bardzo wygodny sposób za pomocą znaku „+”. Nie potrzeba ręcznie alokować pamięci dla typu string.

#### Rozwój języka
Znaczna ewolucja języka nastąpiła wraz z wydaniem Delphi 2009. Wprowadzono typy generyczne, metody anonimowe, wprowadzono klasę TStringBuilder dla szybszej konkatenacji łańcuchów, klasa TObject otrzymała wirtualne metody ToString, GetHashCode i Equals.
W wersji 2010 dodano do języka możliwość używania atrybutów oraz wprowadzono kilka nowych unitów do bibliotek standardowych języka.